# 草野綾
草野 綾（くさの あや、1994年4月23日 - ）は、日本のグラビアアイドル。VISCA ENTERTAINMENT所属。

## 経歴
原宿でスカウトに声を掛けられたことがきっかけで、2017年デビュー。異名は「最高級のメロンカップ」。
2021年8月16日、NEWSポストセブン（週刊ポスト協力）主催「変形水着が日本一似合うグラドル総選挙」ノミネート。結果は3位。
同年10月発売の光文社『FLASH』誌面で初のヘアヌードを披露。話が来たときは周りがどう思うかで悩んだが、ヌードはやりたいことの一つであったという。
同年12月7日に光文社から写真集『あめ色の空に』を発売。タイトルは撮影期間がほぼ雨だったことにちなむ。写真集は発売初週のAmazonランキングで1位を記録した。
2023年10月30日、『週刊プレイボーイ』創刊57周年企画「NIPPONグラドル57人」にグラビアニュージェネレーションの1人として掲載。同年12月26日、『週刊SPA!』（扶桑社）の「グラビアン魂アワード2023」にて、みうらじゅん個別賞「ビューティ女豹賞」を受賞した。
2025年6月13日には豊洲PIT『TREND GIRLS FESTIVAL』内で行われたドレスメーカー「Tika」ファッションショーに出演。

## 人物
- 趣味は肉の写真撮影、緑茶や抹茶収集[12]、ゲーム、アニメーション、漫画、バレーボール[13]、スターバックスの各国限定マグカップや紙幣・硬貨の収集[2]。
- 幼少時からの熱狂的な福岡ソフトバンクホークスファン[14]。優勝時に地元ショッピングモールがセールをしていたことがきっかけ。
- 2020年8月21日発売の『軽蔑が好きに変わるとき』には、撮影当日急遽身近なもので足りない小道具を代用したという裏話がある[2]。
- 好きな男性のタイプは「九州男児のような男らしい人」[2]。
- 将来の夢は「化粧品ブランド、アパレルブランドを持つこと」（2020年10月時点）[2]。

## 出演

### テレビ
- アイドル鬼ごっこ2023！～わたし、本気出してもいいですか～（2023年4月21日、GAORA SPORTS）[15][16]

### テレビドラマ
- 転職の魔王様 第3話（2023年7月31日、関西テレビ・フジテレビ） - 販売促進課の社員 役

### ウェブ配信
- リアル人生すごろく（2017年7月23日、ABEMA）[13]
- 図工の時間 #3（2022年6月22日、東京Lily、YouTube）共演：徳江かな、高梨瑞樹、清瀬汐希[17]

### 映画
- TURNING POINT3（2023年10月14日、エンタメイティブ、監督：ハシテツヤ） - 内山正恵 役[18]

## 作品

### イメージビデオ
- 恋しちゃったんやもん（2017年12月21日、イーネット・フロンティア）[19]
- ミルキー・グラマー（2018年4月20日、竹書房）[20][21]
- 僕の最高な彼女（2018年8月23日、ギルド）[22]
- だって好きなんやもん（2018年11月30日、スパイスビジュアル）[23]
- NRノーリターン（2019年11月25日、エアーコントロール）[24][25]
- 軽蔑が好きに変わるとき（2020年8月21日、竹書房）[26]
- 溢れ出る感情のままに（2020年12月24日、ギルド）[27][28]
- 最高のプロポーションを持つ愛人と夢中で浮気した今年の夏（2021年8月25日、エアーコントロール）[29][30]
- VIVIE（2023年2月24日、竹書房）[31][32]
- Update（2024年12月19日、マイロール）[33][34]

### 写真集
- あめ色の空に（2021年12月7日、光文社、撮影：山岸伸）ISBN 978-4334902803[35][36]
- 白ばらの夜（2022年12月9日、双葉社、撮影：山岸伸）ISBN 978-4575317664[37][38]